# Pater familias
Pater familias (буквально «батько сім'ї») — особливий правовий статус господара дому, глави сім'ї у Стародавньому Римі.
За законами 12 таблиць pater familias мав лат. vitae necisque potestas — владу смерті і життя над своїми дітьми (patria potestas), дружиною (manus mariti), рабами та іншими членами сім'ї інших поколінь. Однак про долю клієтелів pater familias не міг вирішувати — вони були вільні. Спочатку влада Pater familias була безмежна, а решта членів сім'ї були повністю безправні. Але потім римське право стало визнавати їхні права. Ослаблення влади Pater familias було наслідком розкладання патріархальної сім'ї, розвитку торгівлі, які передбачали певну самостійність дорослих членів сім'ї. За законом слово Pater familias було остаточним і абсолютним.
Лише римські громадяни володіли правом pater familias. На кожне домогосподарство припадав лише один pater familias. Навіть дорослі діти були під авторитетом їх pater familias, допоки він жив. Після його смерті ті діти які проживали у їх власних домогосподарствах отримували тоді свій статус pater familias.